# Shassia Ubillús
Shassia Ubillús Falcón (c.1983) es una modelo panameña y ganadora de un concurso de belleza que representó al Distrito Central en el certamen Miss Internacional Panamá 2008 en 2008, fue la 1ra finalista adquirió el título de Miss Panamá Tierra. 2008'.

## Biografía
Ubillus representó a su país Panamá en el certamen de belleza Miss Tierra 2008, en Pampanga, (Filipinas) el 9 de noviembre de 2008. Ganó el Mejor Traje Nacional. También ganó los títulos Miss Fitness y Miss Slim del certamen Miss Internacional Panamá 2008 ganadora de Alejandra Arias quien representa a Panamá en Miss Internacional 2008. Posteriormente representó a Panamá en el concurso Miss Caraïbes Hibiscus en San Martín.